# غارلاند أندرسون
غارلاند أندرسون (بالإنجليزية: Garland Anderson)‏ هو ملحن وعازف بيانو أمريكي، ولد في 1933، وتوفي في 2001.